# Dukke
En dukke er et stykke legetøj, som kan forestille et dyr, et menneske eller et barn. En dukke kan også være en model af et dyr eller et menneske. Dukker kan være enkle eller komplicerede, dyre eller billige. Som hovedregel er det dukkens funktion og formål, der afgør dens værdi, snarere end dens oprindelige pris.

## Ekstern henvisning
- Antik spansk dukkesamling. Arkiveret 10. maj 2009 hos  Wayback Machine (spansk), (engelsk) & (fransk)